# 领队
领队，可以泛指领导一个团队的职位，如旅游团、考察队的领队等。

## 体育
在体育领域，领队往往是一个有较明确权力和职责的职位。领队一般主要负责队伍的人员管理、纪律作风、出行住宿等问题，而一般不涉及该体育团队的专业训练、竞技比赛准备等，与主教练、助理教练、教练等专业相关职位有明显的不同。
因为这样的特殊性，所以领队经常由有一定名声威望的人士担任，却并不一定是该运动的专业人士，甚至不一定是体育界人士。比如2004年夏季奥运会中国网球队的领队是中国女排的退役名将孙晋芳，而上海申花足球俱乐部的历任领队中则有心理学教师、警官、交响乐团领导等各行各业的人士。職業運動隊伍的領隊常由贊助公司或財團的中高階經理人兼任，也有外聘退役資深球員出任。

## 旅遊
在旅遊界，領隊是指帶領團隊的人員。通常每個旅行團只有一個領隊，除非旅行團人數非常多。通常必須瞭解外國語文。

### 職責
領隊負責在旅行團出發日前向團員講解集合地點，時間等。是旅遊業、旅行社公司的代表，安排簽證、票務、車輛、飛機、船舶、住宿、餐飲、路線等費用與程序。在出發當日，領隊會在機場或碼頭會為旅行團人員辦理登記機位，寄存行李，分配機位／船位等。在行程期間，安排酒店收集和寄運行李，安排早上召集等，而講解行程的工作則為當地導遊的職責（除非該旅行團的領隊兼任導遊）。
領隊亦要負責團員的安全，在行程中如有突發事故，向當地或聯絡出發地有關部門尋求協助等。
某些国家驻中国使馆规定，申请团体旅游签证（ADS签证）必须有證書職照之专职领队才可带领。

### 專業資格
- 中国大陆：文化和旅游部规定通过领队资格考试，获得领队证的人员方可带领出境团队，普通导游资格不能带领出国团队，因此中国大陆的领队也可以看做出境游导游[2]
- 香港：需要報讀旅遊業監管局指定的領隊課程，修畢並通過考試後若符合其他指定條件者，方可向旅監局申請牌照，從事外遊領隊工作。
- 台灣：需通過考試院考選部舉辦之專門技術人員領隊考試，並參加職前訓練取得領隊證，方可，以領隊身份帶團出國。另外還有導遊證書執照。